# Coloradoa artemisiae
Coloradoa artemisiae är en insektsart som först beskrevs av Del Guercio 1913.  Coloradoa artemisiae ingår i släktet Coloradoa och familjen långrörsbladlöss. Arten är reproducerande i Sverige. Inga underarter finns listade i Catalogue of Life.